# Berthold II. (Nidda)
Berthold II. von Nidda († vor 1205) war Nachfolger des Grafen Berthold I. von Nidda und wahrscheinlich dessen Sohn.

## Graf von Nidda
Während Berthold I. von Kaiser Friedrich Barbarossa nach einer schweren Fehde wegen Landfriedensbruchs mit der Reichsacht belegt und zur entehrenden Strafe des Hundetragens verurteilt worden war, sich dann aber in Missachtung einer Vorladung nach Gelnhausen als Raubritter und Wegelagerer in der Wetterau einen Namen gemacht hatte, war Berthold II. ein enger Gefolgsmann Barbarossas.
Er schenkte im Jahre 1187 dem von Kaiser Friedrich geförderten Johanniter-Orden zum Seelenheil seiner Eltern ausgedehnte Güter und Rechte, darunter insbesondere die Pfarrei Nitehe (Nidda) und deren Tochterkirchen in Eichelsdorf und Reichelshausen, sowie Einkünfte aus insgesamt 26 anderen Orten. Auf dieser Schenkung begründete der Orden seine erste Komturei in Hessen, die achte in Deutschland. Die in der Urkunde genannten Schenkungsgüter liegen von der Gegend von Einartshausen und Eschenrod im Norden bis nach Wallernhausen, Wenings und Gelnhaar im Süden. In Wenings schenkte er den Johannitern eine Hofstätte und eine Hufe, in Gelnhaar ein Malter Käse. Da weder Wenings noch Gelnhaar in der Grafschaft Nidda lagen, wird angenommen, dass diese Rechtstitel zum Heiratsgut einer Tochter aus dem benachbarten Hause Büdingen gehörten, die in die Grafenfamilie von Nidda geheiratet hatte; es könnte sich um Bertholds Mutter oder Frau gehandelt haben.
Berthold ist danach letztmals im Jahre 1191 erwähnt, als Zeuge in einer Urkunde des Erzbischofs Konrad I. von Mainz zu der Stiftung des Klosters Konradsdorf.

## Nachfolge
Mit ihm starben die Grafen von Nidda aus dem Hause Malsburg in der männlichen Linie aus. Wann er starb, ist nicht bekannt, aber im Jahre 1205 wird sein Neffe Ludwig I. von Ziegenhain (* um 1167, † 1227), der Sohn seiner Schwester Mechthild, als Graf von Nidda urkundlich erwähnt. Ludwig war nach dem Tod seines älteren Bruders Gottfried II. (* 1156; † 1205) regierender Graf von Ziegenhain geworden und vereinigte nun beide Grafschaften in seiner Hand.